# Phyllomys lundi
Phyllomys lundi är en däggdjursart som först beskrevs av Yuri Leite år 2003. Phyllomys lundi ingår i släktet Phyllomys och familjen lansråttor.

## Utseende
P. lundi är mindre än de flesta andra arterna i släktet Phyllomys, har svansborsthårtoppar i orange, och har mörkare päls än de andra små arterna med orangea svansborsthårtoppar. I pälsen på ovansidan är flera taggar inblandade. Undersidan är täckt av krämfärgad till vit päls. På hela längden av den bruna svansen förekommer hår. I övrigt delar arten i hög grad utseende med övriga Phyllomysarter.

## Utbredning
Denna trädklättrande gnagare har endast påträffats i två små regnskogsområden i sydöstra Brasilien, i delstaterna Minas Gerais respektive Rio de Janeiro. Arten bedöms vara starkt hotad, på grund av att den återfinns på så få och från varandra isolerade platser, och eftersom dess habitat hotas av skogsavverkning.

## Namngivning
Artnamnet syftar på den danske naturforskaren Peter Wilhelm Lund.